# 凱諾斯
凱諾斯集團股份有限公司，簡稱凱諾斯集團股份、凱諾斯集團，以及凱諾斯（英語：Qenos Pty Limited，澳大利亞註冊號碼62 054 196 771），在1942年於澳大利亞設立，現時為中國藍星（集團）股份有限公司（中國化工集團公司，以及美國黑石集團附屬公司）旗下全資。
現時業務在澳大利亞經營生產及銷售各类聚乙烯产品（HDPE、LDPE和LLDPE）、多种特种聚合物產品。而工廠活動場地則在悉尼新南威爾士州博塔尼區，以及墨爾本維多利亞州阿爾托納區。而總部則位於Cnr Kororoit Creek Road & Maidstone Street Altona Victoria 3018 Australia。
據了解，中國藍星集團以14億元人民幣，收購該公司全部股權，已被其他政府批准，這是自從2004年，由中國藍星集團、中國昊華化工集團等其他組成中國化工集團公司，收購法國安迪蘇以來，第二份在海外進行大型收購活動。

## 連結
- Qenos.com.au（页面存档备份，存于）